# 경주군 (선거구)
경주군은 대한민국의 옛 국회의원 선거구이다. 당시 경상북도 경주군 지역을 관할했다.

## 역사
1989년 1월, 월성군이 경주군으로 개칭되었다. 이에 제14대 국회의원 선거를 앞두고 월성군 선거구가 경주군 선거구로 개편되었다.
1995년 1월, 경주시와 경주군이 통합되면서 통합 경주시가 출범했다. 이에 제15대 국회의원 선거를 앞두고 관할 구역이 경주시 갑 선거구와 경주시 을 선거구로 분할되어 편입됨에 따라 폐지되었다.

## 역대 국회의원
| 선거   | 정당 | 정당       | 의원   |
| ------ | ---- | ---------- | ------ |
| 1992년 |      | 민주자유당 | 황윤기 |

## 역대 선거 결과

### 대한민국 제14대 국회의원 선거
|  | 48.08% |

|  | 46.28% |

|  | 5.63% |